# Exile (pjesma Taylor Swift)
"Exile" (stilizirana malim slovima) pjesma je američkie kantautorice Taylor Swift, u kojoj također nastupa američki indi-folk bend Bon Iver. To je četvrta pjesma na Swiftinom osmom studijskom albumu Folklore (2020), objavljenom 24. srpnja 2020., u izdanju Republic Recordsa. Pjesmu su napisali Swift, Joe Alwyn (pod pseudonimom William Bowery) i Justin Vernon, a producirao Aaron Dessner. 3. kolovoza pjesma je postala singl. 
Pjesma govori o dvije osobe, svaka priča iz svoje perspektive, koje su završile s vezom zbog loše komunikacije. Jedno drugog nadovikuju i pokušavaju objasniti svoju stranu priče. Citat iz pjesme "mislim da sam vidio/vidjela ovaj film prije, i nisam volio/voljela kraj" nam govori o tome kako su oba lika već bili u sličnim situacijama u prijašnjim vezama.
Glazbeni kritičari pjesmu su proglasili jednim od najboljih dosadašnjih suradnji Swift s nekim drugim izvođačem. "Exile" nominiran je za najbolji pop duo/grupnu izvedbu na 63. dodjeli Grammy. "Exile" je debitirao na šestom mjestu Billboard Hot 100, dajući Swift dvadeset i osmi hit među 10 i osamnaesti debi u Sjedinjenim Državama. Globalno je dospjela na prvo mjesto, uvrstivši se među prvih pet u Australiji, Irskoj i Novom Zelandu; prvih deset u Kanadi, Maleziji, Singapuru i Velikoj Britaniji; top 20 u Izraelu i Škotskoj; i prvih 40 u Belgiji, Portugalu i Švedskoj. "Exile" je označio ili najvišu pjesmu Bon Ivera ili njihov prvi top 10 hit u zemljama u kojima je zacrtao.

## Ljestvice
| Ljestvice                  | Najviša pozicija |
| -------------------------- | ---------------- |
| Australija                 | 3                |
| Austrija                   | 56               |
| Belgija                    | 37               |
| Češka                      | 68               |
| Danska                     | 32               |
| Hrvatska                   | 89               |
| Japan                      | 94               |
| Kanada                     | 6                |
| Novi Zeland                | 5                |
| Njemačka                   | 70               |
| Portugal                   | 40               |
| Sjedinjene Američke Države | 3                |
| Ujedinjeno Kraljevstvo     | 8                |